# شركة محمد البرواني لخدمات النفط
شركة محمد البرواني لخدمات النفط؛ هي إحدى شركات مؤسسة محمد البرواني القابضة التي تأسست عام 1982م. حيث بدأت في عام 1986م تقديم خدمات حقول النفط في سلطنة عمان.

## فروعها
تعمل الشركة في 11 دولة، ويزيد عدد موظفيها على 3000 موظف، ولها مكاتب في أوروبا، والشرق الأوسط، وآسيا والمحيط الهادئ.

## وصلات خارجية
- الموقع الرسمي